# Iván Molina
Pour les articles homonymes, voir Molina.
Iván Molina, né le 16 juin 1946 à Maceo, est un ancien joueur colombien de tennis professionnel.

## Palmarès

### Finales en simple messieurs
| No | Date       | Nom et lieu du tournoi                 | Catégorie       | Surface      | Vainqueur   | Score              |  |
| -- | ---------- | -------------------------------------- | --------------- | ------------ | ----------- | ------------------ |  |
| 1  | 28-04-1975 | Nice International Championships, Nice | GP World Series | Terre (ext.) | Dick Crealy | 7-6, 6-4, 6-3      |  |
| 2  | 27-10-1975 | Aryamehr Cup, Téhéran                  |                 | Terre (ext.) | Eddie Dibbs | 1-6, 6-4, 7-5, 6-4 |  |

### Titres en double messieurs
| No | Date       | Nom et lieu du tournoi                   | Catégorie | Surface      | Partenaire    | Finalistes                    | Score              |  |
| -- | ---------- | ---------------------------------------- | --------- | ------------ | ------------- | ----------------------------- | ------------------ |  |
| 1  | 23-07-1973 | Tournoi de tennis des Pays-Bas Hilversum |           | Terre (ext.) | Allan Stone   | Andrés Gimeno Antonio Muñoz   | 4-6, 7-6, 6-4      |  |
| 2  | 22-07-1974 | Head Cup Kitzbühel                       |           | Terre (ext.) | Jairo Velasco | František Pala Balázs Taróczy | 2-6, 7-6, 6-4, 6-4 |  |

### Finales en double messieurs
| No | Date       | Nom et lieu du tournoi                                 | Catégorie       | Dotation | Surface         | Vainqueurs                       | Partenaire           | Score         |  |
| -- | ---------- | ------------------------------------------------------ | --------------- | -------- | --------------- | -------------------------------- | -------------------- | ------------- |  |
| 1  | 04-12-1972 | Tournoi de tennis de Buenos Aires Buenos Aires         |                 | NC $     | Terre (ext.)    | Jaime Fillol Jaime Pinto-Bravo   | Barry Phillips-Moore | 2-6, 7-6, 6-2 |  |
| 2  | 26-11-1973 | Tournoi de tennis de Buenos Aires Buenos Aires         |                 | NC $     | Terre (ext.)    | Ricardo Cano Guillermo Vilas     | Patricio Cornejo     | 7-6, 6-3      |  |
| 3  | 17-02-1974 | International Indoor Tennis Tournament Birmingham (AL) |                 | NC $     | Moquette (int.) | Ian Fletcher Sandy Mayer         | Nicky Kalogeropoulos | 4-6, 7-6, 6-1 |  |
| 4  | 11-03-1974 | Tournoi de tennis de Calgary Calgary                   |                 | NC $     | NC              | Jürgen Fassbender Karl Meiler    | Jairo Velasco        | 6-4, 6-4      |  |
| 5  | 18-03-1974 | Utah International Salt Lake City                      | Grand Prix      | NC $     | Dur (int.)      | Jimmy Connors Vitas Gerulaitis   | Jairo Velasco        | 2-6, 7-6, 7-5 |  |
| 6  | 05-05-1975 | Nice International Championships Nice                  | GP World Series | NC $     | Terre (ext.)    | Marcello Lara Joaquín Loyo Mayo  | Jairo Velasco        | 7-6, 6-7, 8-6 |  |
| 7  | 18-04-1977 | Tournoi de tennis de Florence Florence                 |                 | 30 000 $ | Terre (ext.)    | Chris Lewis Russell Simpson      | Jairo Velasco        | 2-6, 7-6, 6-2 |  |
| 8  | 01-10-1979 | Grand Prix Passing Shot Bordeaux                       |                 | 50 000 $ | Terre (ext.)    | Patrice Dominguez Denis Naegelen | Bernard Fritz        | 6-4, 6-4      |  |
| 9  | 05-11-1979 | Tournoi de tennis de Quito Quito                       |                 | 50 000 $ | Terre (ext.)    | Jaime Fillol Álvaro Fillol       | Jairo Velasco        | 6-7, 6-3, 6-1 |  |

### Titres en double mixte
| No | Date       | Nom et lieu du tournoi                    | Catégorie | Surface      | Partenaire             | Finalistes                        | Score    |          |
| -- | ---------- | ----------------------------------------- | --------- | ------------ | ---------------------- | --------------------------------- | -------- | -------- |
| 1  | 27-11-1972 | South American Championships Buenos Aires |           | Terre (ext.) | María-Isabel Fernández | Elvira Weisenberger Belus Prajoux | 7-5, 6-4 | Parcours |
| 2  | 03-06-1974 | Roland-Garros Paris                       | G. Chelem | Terre (ext.) | Martina Navrátilová    | Rosie Darmon Marcello Lara        | 6-3, 6-3 | Parcours |

### Finale en double mixte
| No | Date       | Nom et lieu du tournoi | Catégorie | Dotation | Surface      | Vainqueurs                | Partenaire     | Score    |          |
| -- | ---------- | ---------------------- | --------- | -------- | ------------ | ------------------------- | -------------- | -------- | -------- |
| 1  | 23-05-1977 | Roland-Garros Paris    | G. Chelem | 35 000 $ | Terre (ext.) | Mary Carillo John McEnroe | Florenta Mihai | 7-6, 6-3 | Parcours |

## Parcours dans les tournois duGrand Chelem

### En simple
| Année | Open d'Australie | Open d'Australie | Internationaux de France | Internationaux de France | Wimbledon       | Wimbledon      | US Open         | US Open       | Open d'Australie | Open d'Australie |
| ----- | ---------------- | ---------------- | ------------------------ | ------------------------ | --------------- | -------------- | --------------- | ------------- | ---------------- | ---------------- |
| 1966  | —                | —                | 1er tour (1/64)          | A. Segal                 | —               | —              | —               | —             | n.o.             | n.o.             |
| 1967  | —                | —                | 2e tour (1/32)           | R. Emerson               | —               | —              | —               | —             | n.o.             | n.o.             |
| 1968  | —                | —                | 1er tour (1/64)          | P. Strobl                | —               | —              | —               | —             | n.o.             | n.o.             |
| 1969  | —                | —                | 1er tour (1/64)          | J. Bartlett              | —               | —              | —               | —             | n.o.             | n.o.             |
| 1970  | —                | —                | —                        | —                        | —               | —              | —               | —             | n.o.             | n.o.             |
| 1971  | —                | —                | 1er tour (1/64)          | J-B. Chanfreau           | —               | —              | —               | —             | n.o.             | n.o.             |
| 1972  | —                | —                | —                        | —                        | 2e tour (1/32)  | N. Pietrangeli | 1er tour (1/64) | J. Fassbender | n.o.             | n.o.             |
| 1973  | —                | —                | 1er tour (1/64)          | J. Paish                 | 2e tour (1/32)  | I. Năstase     | 1er tour (1/64) | J. Delaney    | n.o.             | n.o.             |
| 1974  | —                | —                | 1er tour (1/64)          | A. Ashe                  | 1er tour (1/64) | C. Drysdale    | 1er tour (1/64) | S. Ball       | n.o.             | n.o.             |
| 1975  | —                | —                | 1er tour (1/64)          | H. Solomon               | 1er tour (1/64) | B. Mitton      | 2e tour (1/32)  | H. Solomon    | n.o.             | n.o.             |
| 1976  | —                | —                | 1er tour (1/64)          | J. Ganzábal              | 1er tour (1/64) | G. Reid        | 1er tour (1/64) | J. Delaney    | n.o.             | n.o.             |
| 1977  | —                | —                | 1er tour (1/64)          | B. Gottfried             | —               | —              | 2e tour (1/32)  | R. Ycaza      | —                | —                |
| 1978  | n.o.             | n.o.             | 2e tour (1/32)           | V. Pecci                 | —               | —              | —               | —             | —                | —                |
| 1979  | n.o.             | n.o.             | 1er tour (1/64)          | C. Lewis                 | —               | —              | 1er tour (1/64) | J. Kriek      | —                | —                |
| 1980  | n.o.             | n.o.             | 1er tour (1/64)          | H. Ismail                | —               | —              | —               | —             | —                | —                |

N.B. : à droite du résultat se trouve le nom de l'ultime adversaire.

### En double
| Année | Open d'Australie | Open d'Australie | Internationaux de France                                                           | Internationaux de France                                                            | Wimbledon                                                                    | Wimbledon                                                                      | US Open | US Open | Open d'Australie | Open d'Australie |
| ----- | ---------------- | ---------------- | ---------------------------------------------------------------------------------- | ----------------------------------------------------------------------------------- | ---------------------------------------------------------------------------- | ------------------------------------------------------------------------------ | ------- | ------- | ---------------- | ---------------- |
| 1969  | —                | —                | 2e tour (1/32) Di Maso \|\| style="text-align:left;" \| T. Okker M. Riessen        | —                                                                                   | —                                                                            | —                                                                              | —       | n.o.    | n.o.             |                  |
| 1970  | —                | —                | —                                                                                  | —                                                                                   | —                                                                            | —                                                                              | —       | —       | n.o.             | n.o.             |
| 1971  | —                | —                | 1/8 de finale J. Velasco \|\| style="text-align:left;" \| A. Ashe M. Riessen       | —                                                                                   | —                                                                            | —                                                                              | —       | n.o.    | n.o.             |                  |
| 1972  | —                | —                | —                                                                                  | —                                                                                   | 2e tour (1/16) N. Špear \|\| style="text-align:left;" \| P. Lall J. Mukerjea | 2e tour (1/16) J. Velasco \|\| style="text-align:left;" \| Gerulaitis G. Scott | n.o.    | n.o.    |                  |                  |
| 1973  | —                | —                | 1/8 de finale J. Velasco \|\| style="text-align:left;" \| Carmichael F. McMillan   | 1er tour (1/32) J. Velasco \|\| style="text-align:left;" \| Fassbender K. Meiler    | —                                                                            | —                                                                              | n.o.    | n.o.    |                  |                  |
| 1974  | —                | —                | 2e tour (1/16) J. Velasco \|\| style="text-align:left;" \| J. Kodeš V. Zedník      | 2e tour (1/16) J. Velasco \|\| style="text-align:left;" \| A. Ashe R. Tanner        | —                                                                            | —                                                                              | n.o.    | n.o.    |                  |                  |
| 1975  | —                | —                | 1/8 de finale J. Velasco \|\| style="text-align:left;" \| J. Gisbert M. Orantes    | 1er tour (1/32) J. Velasco \|\| style="text-align:left;" \| M. Cox R. Taylor        | —                                                                            | —                                                                              | n.o.    | n.o.    |                  |                  |
| 1976  | —                | —                | 2e tour (1/16) J. Velasco \|\| style="text-align:left;" \| I. El Shafei B. Fairlie | 1er tour (1/32) B. Taróczy \|\| style="text-align:left;" \| A. Metreveli K. Pugayev | —                                                                            | —                                                                              | n.o.    | n.o.    |                  |                  |
| 1977  | —                | —                | 1er tour (1/32) Betancur \|\| style="text-align:left;" \| B. Bertram B. Mitton     | —                                                                                   | —                                                                            | —                                                                              | —       | —       | —                |                  |
| 1978  | n.o.             | n.o.             | 1er tour (1/32) Betancur \|\| style="text-align:left;" \| J. Borowiak C. Lewis     | —                                                                                   | —                                                                            | —                                                                              | —       | —       | —                |                  |
| 1979  | n.o.             | n.o.             | —                                                                                  | —                                                                                   | —                                                                            | —                                                                              | —       | —       | —                | —                |
| 1980  | n.o.             | n.o.             | 1er tour (1/32) Rebolledo \|\| style="text-align:left;" \| D. Bedel Roger-Vasselin | —                                                                                   | —                                                                            | —                                                                              | —       | —       | —                |                  |

N.B. : le nom du ou de la partenaire se trouve sous le résultat ; les noms des ultimes adversaires se trouvent à droite.

### En double mixte
| Année | Open d'Australie | Open d'Australie | Internationaux de France                                                              | Internationaux de France                                                               | Wimbledon                                                                         | Wimbledon                                                                  | US Open | US Open |
| ----- | ---------------- | ---------------- | ------------------------------------------------------------------------------------- | -------------------------------------------------------------------------------------- | --------------------------------------------------------------------------------- | -------------------------------------------------------------------------- | ------- | ------- |
| 1971  | —                | —                | 2e tour (1/16) R. Giscafre \|\| style="text-align:left;" \| B. Montrenaud J. Lieffrig | 1er tour (1/32) R. Giscafre \|\| style="text-align:left;" \| S. Warboys P. Reese       | —                                                                                 | —                                                                          |         |         |
| 1972  | —                | —                | —                                                                                     | —                                                                                      | 1/8 de finale F. Bonicelli \|\| style="text-align:left;" \| B.J. King C. Graebner | 3e tour (1/8) K. Shaw \|\| style="text-align:left;" \| J. Connors C. Evert |         |         |
| 1973  | —                | —                | —                                                                                     | —                                                                                      | 2e tour (1/16) F. Bonicelli \|\| style="text-align:left;" \| J. Connors C. Evert  | —                                                                          | —       |         |
| 1974  | —                | —                | Victoire M. Navrátilová                                                               | M. Lara R. Darmon                                                                      | —                                                                                 | —                                                                          | —       | —       |
| 1975  | —                | —                | 1/4 de finale R. Tomanová \|\| style="text-align:left;" \| J. Fillol P. Teeguarden    | 1er tour (1/32) R. Tomanová \|\| style="text-align:left;" \| P. Cramer J. Barclay      | —                                                                                 | —                                                                          |         |         |
| 1976  | —                | —                | 1/8 de finale F. Mihai \|\| style="text-align:left;" \| P. Dominguez S. Barker        | 1er tour (1/32) M-I. Fernández \|\| style="text-align:left;" \| T. Little P. Whytcross | —                                                                                 | —                                                                          |         |         |
| 1977  | —                | —                | Finale F. Mihai                                                                       | J. McEnroe M. Carillo                                                                  | —                                                                                 | —                                                                          | —       | —       |
| 1978  | n.o.             | n.o.             | 2e tour (1/16) B. Nagelsen \|\| style="text-align:left;" \| Y. Noah B. Simon-Glinel   | —                                                                                      | —                                                                                 | —                                                                          | —       |         |

N.B. : le nom de la partenaire se trouve sous le résultat ; les noms des ultimes adversaires se trouvent à droite.